# Siphonanthus
- Commons
- Wikispecies

Siphonanthus Schreb. ex Baill. é um gênero botânico da família Lamiaceae

## Sinonímia
- Hevea Aubl.

## Espécies
Siphonanthus angustifolia Siphonanthus assurgens Siphonanthus botryodes
Siphonanthus capitata Siphonanthus cavus Siphonanthus conglobata
Siphonanthus costulata Siphonanthus cuneifolia Siphonanthus dumalis
Siphonanthus elasticus Siphonanthus floribunda Siphonanthus floribundus
Siphonanthus formicarum Siphonanthus glabra Siphonanthus hastata
Siphonanthus indica Siphonanthus myricoides Siphonanthus nuxioides
Siphonanthus rotundifolia Siphonanthus sanguinea Siphonanthus splendens
Siphonanthus stricta Siphonanthus trichotomus Siphonanthus triphylla
Siphonanthus volubilis Siphonanthus welwitschii Siphonanthus yakusimensis
- «Lista das espécies»

## Classificação do gênero
| Sistema | Classificação                      | Referência               |
| ------- | ---------------------------------- | ------------------------ |
| Linné   | Classe Tetrandria, ordem Monogynia | Species plantarum (1753) |